# Partsi
Koordinaten: 58° 58′ N, 22° 51′ O

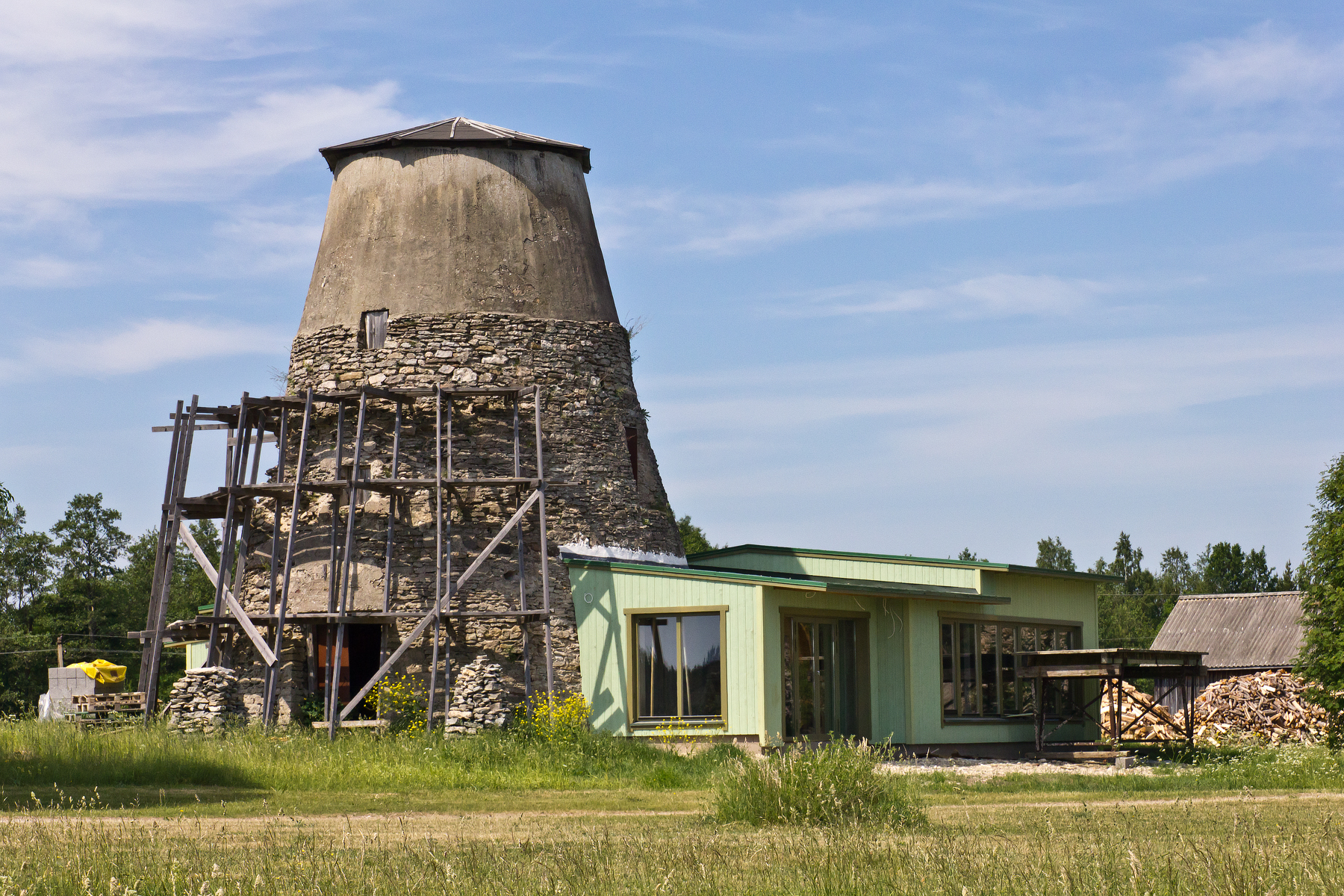
Die Überreste der Windmühle des Guts von Partsi

Partsi (deutsch Pardas) ist ein Dorf (estnisch küla) in der Landgemeinde Hiiumaa (bis 2017: Landgemeinde Pühalepa). Es liegt auf der zweitgrößten estnischen Insel Hiiumaa (deutsch Dagö).

## Einwohnerschaft
Partsi hat 34 Einwohner (Stand 31. Dezember 2011).

## Gut von Partsi
Das Dorf war über die Jahrhunderte eines der Zentren der Umgebung. Früher befand sich in dem Ort das Gut Partsi. Es wurde erstmals 1591 urkundlich erwähnt. 1688 wurde das Gut reduziert. Es blieb bis 1798 ein Krongut. Anschließend stand es im Eigentum der adligen Familie Stenbock und fiel später als Beigut von Suuremõisa an die Familie von Ungern-Sternberg.
Das einfach gehaltene Hauptgebäude aus Holz mit seinem Giebeldach entstand in der zweiten Hälfte des 19. Jahrhunderts. Es dient heute als Wohnhaus. Erhalten sind noch einige Nebengebäude und der Stumpf einer Windmühle.

## Denkmal des Ersten Weltkriegs
Im Wald von Partsi befindet sich ein Denkmal, das die Dorfbevölkerung über der Grabstelle von zwei namenlosen russischen Soldaten „aus der Region Akmolinsk“ (heute Astana) errichtet hat. Während der deutschen Besetzung Hiiumaas im Ersten Weltkrieg fielen sie den kaiserlichen Truppen in die Hände und wurden am 20. Oktober 1917 an der Mauer des Gutsstalls hingerichtet.